# 平田一三
平田 一三は、広島県出身のサッカー選手。関西学院大学体育会サッカー部創設者。

## 来歴
旧制広島中学（現・広島国泰寺高等学校）蹴球部（サッカー部）で田中敬孝、野津謙、谷川昇の一学年上。同校卒業後、この間の進学先は分からないが、関西学院大学に進学。関西学院が当時あった兵庫県神戸市の原田の森（現在の灘区王子町）にあった「啓明寮」で仲間とボールを蹴り始め、1918年に「関学蹴球部」の名称で同校サッカー部を創設した。関西学院大学の体育会OB倶楽部が発行した『会報』第5号に「平田が一ケのフットボールをどこからか持ってきて…」、学院の学生運動部長だった松岡栄一が1917年の『学生会抄』に「蹴球部は新しい部丈生み親平田君…」と書いている。広島中学で平田の一学年下の野津謙は一高、東京帝国大学(東京大学運動会ア式蹴球部)で、武田邦次郎は山口高等学校 (再興山高)で、二学年下の深山静夫は慶應義塾大学（慶應義塾体育会ソッカー部)で、他に香川幸は京都帝国大学(京都大学蹴球部)を創部するなど、進学した各地の旧制高等学校や大学でそれぞれサッカー部を創部した。

## 所属クラブ
- 県立広島第一中学校/県立広島国泰寺高等学校
- 関西学院大学体育会サッカー部